# Tocatlán
Tocatlán es una localidad del estado mexicano de Tlaxcala. Es cabecera del municipio de Tocatlán.

## Demografía
| Censo | Población |
| ----- | --------- |
| 1900  | 445       |
| 1910  | 386       |
| 1921  | 707       |
| 1930  | 798       |
| 1940  | 1010      |
| 1950  | 1358      |
| 1960  | 1483      |
| 1970  | 1660      |
| 1980  | 2715      |
| 1990  | 3711      |
| 1995  | 4199      |
| 2000  | 4722      |
| 2005  | 5011      |
| 2010  | 5564      |
| 2020  | 6230      |